# Dennis Bergkamp
Dennis Bergkamp (wym. [ˈdɛnɪs ˈbɛrχkɑmp] posłuchajⓘ; ur. 10 maja 1969 w Amsterdamie) – holenderski piłkarz, były zawodnik reprezentacji Holandii, Ajaksu Amsterdam, Interu Mediolan i Arsenalu. Bergkamp grał na pozycji bocznego lub cofniętego napastnika.
Jego rodzice, fani piłki nożnej, nadali mu imię po napastniku Manchesteru United i reprezentacji Szkocji Denisie Law, chociaż zmienili nieco pisownię imienia. Władze holenderskie uznały, że imię „Denis” jest zbyt podobne do żeńskiego imienia „Denise”, więc rodzice zdecydowali się na podwojenie litery „n”.

## Kariera klubowa

### Ajax Amsterdam
Bergkamp został wychowany przez szkółkę piłkarską Ajaxu Amsterdam, do której wstąpił w wieku 12 lat. Jego debiut w profesjonalnym zespole Ajaxu nastąpił 14 grudnia 1986 za kadencji trenera Johanna Cruyffa w meczu przeciwko Rodzie JC Kerkrade. W tym sezonie pojawił się na boisku w barwach pierwszej drużyny jeszcze 13 razy. Wystąpił również w meczu finałowym Pucharu Zdobywców Pucharów w 1987 roku z zespołem Lokomotive Lipsk, wchodząc w 66. minucie meczu za Roba Witschgego. Ajax mecz ten wygrał 1:0.
W kolejnym sezonie Bergkamp zaczął regularnie występować w pierwszej drużynie, został mistrzem kraju w 1990 roku, zdobył Puchar UEFA w 1992 roku oraz Puchar Holandii w następnym sezonie. Od 1991 do 1993 roku był najlepszym holenderskim napastnikiem i „Graczem roku” w 1992 i 1993 roku. Łącznie Bergkamp zdobył 122 gole w 239 meczach dla swojego macierzystego klubu.
Przed rozpoczęciem sezonu 2008/2009 trenerem Ajaksu Amsterdam został Marco van Basten, a jego asystentem został właśnie Bergkamp.

### Inter Mediolan
Latem 1993 roku Bergkamp i jego kolega klubowy Wim Jonk podpisali kontrakty z Interem Mediolan. Jednakże jego pobyt we Włoszech w mniejszym stopniu obfitował w sukcesy. Chociaż Dennis zdobył swój drugi w karierze Puchar UEFA w 1994 roku, było mu ciężko zaadaptować się do włoskiego catenaccio, defensywnego stylu gry. Dla Interu zdobył jedynie 11 goli w 50 meczach. Jego kłopoty potęgowały nie najlepsze stosunki z włoską prasą oraz kilkoma graczami z zespołu.

### Arsenal
Po dwóch nieszczęśliwych sezonach w Interze menedżer londyńskiego Arsenalu, Bruce Rioch, ściągnął go do swojego klubu w czerwcu 1995 roku. Bergkamp musiał przystosować się do angielskiego stylu gry i swojego pierwszego gola zdołał zdobyć dopiero po ośmiu meczach. Powoli, ale pewnie, pozycja Bergkampa i jego pewność gry wzrastała, grał on cofniętego napastnika, za słynnym Ianem Wrightem, z którym tworzyli bardzo efektywny duet. Bergkamp był uważany przez wielu krytyków piłkarskich, takich jak np. Alan Hansen za najlepszego obcokrajowca, który przyjął styl angielskiej ligi.
Najlepszy okres Bergkampa w Arsenalu miał miejsce po przyjściu do klubu nowego menedżera, Francuza Arsène’a Wengera we wrześniu 1996 roku. Arsenal zdobył mistrzostwo Premier League oraz Puchar Anglii w sezonie 1997/1998 (chociaż Bergkamp nie zagrał w finale pucharu z powodu kontuzji), a Holender został wybrany przez Związek Profesjonalnych Piłkarzy graczem roku. We wrześniu 1997 został pierwszym piłkarzem, którego trzy gole zwyciężyły w plebiscycie na gola miesiąca. W tamtym sezonie trafiał do siatki 16 razy, a także zaliczył wiele asyst. Pod koniec tego samego sezonu zagrał w reprezentacji Holandii, z którą zajął 4. miejsce na Mistrzostwach Świata 1998.

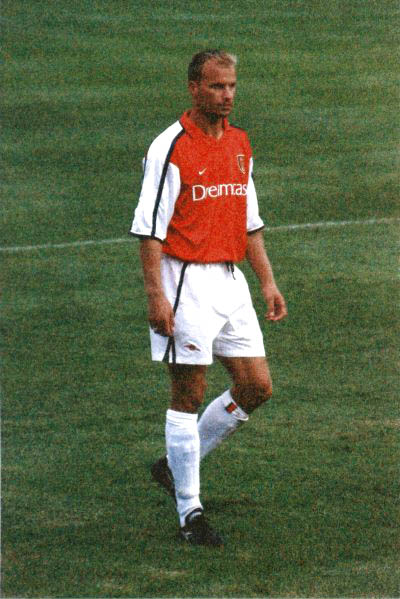
Bergkamp jako zawodnik Arsenalu

W kolejnych sezonach miał ugruntowaną pozycję w drużynie, cały czas był podstawowym zawodnikiem Arsenalu. Wraz z drużyną zdobył dublet w 2002, Puchar Anglii w 2003 i trzeci tytuł w Premier League w 2004. Sukcesy klubu w kraju nie przełożyły się jednak na europejskie puchary. Wyjątkiem tutaj był sukces w 2000 roku, kiedy to Arsenal przegrał finał Pucharu UEFA z Galatasaray SK w rzutach karnych.
Przybycie Bergkampa do Arsenalu było zauważone nie tylko z powodu tego, że był to pierwszy zagraniczny piłkarz światowej klasy, który przybył do Anglii po zniesieniu kary zakazu uczestnictwa w rozgrywkach UEFA w 1991 roku, ale również z powodu tego, że miał ogromny wkład w odbudowanie pozycji klubu po stagnacji w początkowych latach 90. Bergkamp cieszy się również poważaniem wśród kibiców Arsenalu. Niektórzy z nich nazywali go nawet „God” („Bóg”).
Przyszłość Bergkampa na Highbury została jednak poddana wątpliwościom, z powodu niechęci klubu do podpisania nowego kontraktu z piłkarzem. Jednak dano mu szansę. Bergkamp powiedział, że zakończyłby karierę, gdyby Arsenal nie zaoferował mu nowej umowy na sezon 2005/2006, choć inne kluby (w tym Ajax) o niego zabiegały.
Po zdobyciu przez klub Pucharu Anglii w 2005 roku (zwycięstwo w Cardiff nad Manchesterem United w rzutach karnych) został ujawniony jego nowy roczny kontrakt. Bergkamp opuścił klub wraz z przeniesieniem siedziby Klubu z Highbury.
Pożegnalny mecz odbył się 22 lipca 2006 na nowym stadionie Arsenalu.
Uczestniczyły w nim dwie drużyny – pierwszy klub Dennisa – Ajax Amsterdam i Arsenal (ze swoimi dawnymi gwiazdami, które miały wpływ na karierę Bergkampa).
Do 14 września 2005 Bergkamp zdobył 119 goli dla Arsenalu. Jego pierwszych 100 bramek można zobaczyć na płycie Centurions DVD wraz z pierwszą setką goli Thierry’ego Henry’ego.
28 lutego 2013 roku zarząd Arsenalu ogłosił na Twitterze, iż przed rozpoczęciem sezonu 2013–2014 odsłonią pomnik Holendra przed Emirates Stadium. Stanie on obok pomników Thierry’ego Henry’ego, Herberta Chapmana, oraz Tony’ego Adamsa.

## Kariera reprezentacyjna
Dennis Bergkamp zadebiutował w reprezentacji Holandii w 1990 roku w meczu przeciwko Włochom. Jego pierwszym poważnym turniejem były Mistrzostwa Europy 1992, na których Holandia broniła tytułu. Bergkamp zaistniał w reprezentacji i wyróżniał się (co spowodowało zainteresowanie Interu), jednak piłkarze Holandii odpadli w półfinale.
Jego kolejne dobre występy związane są z Mistrzostwami Świata 1994, na których zagrał we wszystkich meczach swojej drużny, strzelając spektakularną bramkę w przegranym 2:3 meczu z Brazylią. Holandia zawiodła na Euro 1996, kiedy piłkarze byli ze sobą skłóceni, jednak Bergkamp ponownie zdobył gola i zaliczył asystę przy bramce Patricka Kluiverta, w meczu z Anglią, który pozwolił im wejść do ćwierćfinału.
Na Mistrzostwach Świata 1998 we Francji Bergkamp zdobył trzy gole, jeden z nich padł w ostatniej minucie ćwierćfinałowego spotkania z Argentyną, który to mecz dał im awans do półfinału. Bergkamp przejął 40-metrowe podanie Franka de Boera, ograł obrońcę Roberto Ayalę i zdobył gol z półwoleja w prawy róg bramki. Bramka ta została uznana za jedną z najpiękniejszych w całym turnieju.
Holandia była współorganizatorem Euro 2000 i jednym z faworytów. Po przejściu „grupy śmierci”, przegrali oni w półfinale w rzutach karnych z Włochami. Bergkamp nie zdobył na turnieju gola, ale cały czas odgrywał w zespole znaczącą rolę. Po porażce Dennis ogłosił zakończenie kariery reprezentacyjnej. Na następny wielki turniej, mundial 2002 w Korei i Japonii i tak nie udałby się z powodu swojego lęku przed lataniem. Nie grał również w meczach kwalifikacyjnych, co było jedną z przyczyn porażek reprezentacji Holandii, która nie zakwalifikowała się do finałów.
Bergkamp zakończył swoją karierę reprezentacyjną na drugim miejscu wśród najlepszych strzelców wszech czasów reprezentacji Holandii z 37 golami w 79 meczach. Został również umieszczony na liście FIFA 100, 100 najlepszych piłkarzy XX wieku.

## Statystyki kariery
| Klub           | Sezon     | Mecze | Gole |
| -------------- | --------- | ----- | ---- |
| AFC Ajax       | 1986/1987 | 14    | 2    |
| AFC Ajax       | 1987/1988 | 25    | 5    |
| AFC Ajax       | 1988/1989 | 30    | 13   |
| AFC Ajax       | 1989/1990 | 25    | 8    |
| AFC Ajax       | 1990/1991 | 33    | 25   |
| AFC Ajax       | 1991/1992 | 30    | 24   |
| AFC Ajax       | 1992/1993 | 28    | 26   |
| Inter Mediolan | 1993/1994 | 31    | 8    |
| Inter Mediolan | 1994/1995 | 21    | 3    |
| Arsenal        | 1995/1996 | 33    | 11   |
| Arsenal        | 1996/1997 | 29    | 12   |
| Arsenal        | 1997/1998 | 28    | 16   |
| Arsenal        | 1998/1999 | 29    | 12   |
| Arsenal        | 1999/2000 | 28    | 6    |
| Arsenal        | 2000/2001 | 25    | 3    |
| Arsenal        | 2001/2002 | 33    | 9    |
| Arsenal        | 2002/2003 | 29    | 4    |
| Arsenal        | 2003/2004 | 28    | 4    |
| Arsenal        | 2004/2005 | 29    | 8    |
| Arsenal        | 2005/2006 | 24    | 2    |
| Holandia       | Holandia  | 79    | 37   |